# Allodapula turneri
Allodapula turneri är en biart som först beskrevs av Cockerell 1934.  Allodapula turneri ingår i släktet Allodapula och familjen långtungebin. Inga underarter finns listade i Catalogue of Life.